# روض القرطاس (كتاب)
الأنيس المطرب بروض القرطاس في أخبار ملوك المغرب وتاريخ مدينة فاس ويعرف اختصارًا باسم روض القرطاس هو كتاب وضعه المؤرخ المغربي ابن أبي زرع سنة 1326، واختصره في وقت لاحق صالح بن عبد الحليم الغرناطي، وهو من المراجع القيمة في تاريخ المغرب في العصور الوسطى.

## الموضوع
يؤرخ الكتاب للفترة الممتدة بين بداية دولة الأدارسة بتولي مولاي إدريس بن عبد الله (إدريس الأول) سنة 172 هـ/788 م وأواسط عصر بني مرين، ويتوقف تأريخه عند سنة 1326 م، وهو ما يوافق عصر السلطان عثمان بن يعقوب بن عبد الحقعاشر سلاطين بني مرين والمكنى بأبي سعيد. [بحاجة لمصدر]

## مقدمة الكتاب
تُبرز مقدمة كتاب "الأنيس المطرب بروض القرطاس" الطابع التقليدي للمؤلفات التاريخية في الغرب الإسلامي، حيث يفتتح المؤلف بالحمد والثناء، ثم يثني على النبي صلى الله عليه وسلم وآله وصحبه، ويخصّ بالدعاء والمدح السلطان المريني أبا سعيد عثمان بن يعقوب. يعرض المؤلف نيّته في توثيق تاريخ ملوك المغرب من الدولة الإدريسية إلى عصره، مع التركيز على تاريخ مدينة فاس، ويُوضح منهجه القائم على الاعتدال بين الإيجاز والإطناب، والاعتماد على الروايات المشهورة دون الإسناد المطوّل، مستندًا إلى قول النبي صلى الله عليه وسلم: "خير الأمور أوسطها". وتعكس المقدمة ارتباط التأريخ بخدمة الدولة، وحرص المؤلف على الجمع بين الدقة والمنفعة. 

## الملوك والسلاطين المذكورة في الكتاب

### الدولة الإدريسية
إدريس بن عبد الله (إدريس الأول)
إدريس بن إدريس (إدريس الثاني)
محمد بن إدريس
علي بن محمد
يحيى بن محمد
الحسن بن القاسم
الحسن بن كنون

### دولة زناتة (المغراويين واليفرنيين)
المعز بن زيري بن عطية
حمامة بن المعز
تميم اليفرني

### الدولة المرابطية
عبد الله بن ياسين (قائد ديني)
يوسف بن تاشفين
علي بن يوسف
تاشفين بن علي

### الدولة الموحدية
عبد المؤمن بن علي الكومي
يوسف بن عبد المؤمن
يعقوب المنصور
الناصر بن المنصور
عبد الله العادل
عمر المرتضى

### الدولة المرينية
عبد الحق بن محيو
أبو سعيد عثمان بن عبد الحق
أبو يوسف يعقوب بن عبد الحق
أبو يعقوب بن أبي يوسف
أبو ثابت عامر بن عبد الله
أبو سعيد بن عبد الله

## الغزوات المذكورة في الكتاب

### غزوات الدولة المرابطية
غزو عبد الله بن ياسين لمجوس برغواطة1
جواز يوسف بن تاشفين إلى الأندلس، حيث شارك في معركة الزلاقة الشهيرة ضد القشتاليين1

### غزوات الدولة الموحدية
غزوة الأرك بقيادة الخليفة يعقوب المنصور، وهي من أبرز المعارك ضد الممالك المسيحية في الأندلس
الغزوة الثانية للمنصور إلى الأندلس، والتي عززت النفوذ الموحدي في شبه الجزيرة الإيبيرية

### غزوات الدولة المرينية
غزوة أبي يوسف الأولى إلى الأندلس
غزوة دون نونة
غزوة قرطبة
غزوة السبرة
جواز أبي يوسف الرابع إلى الأندلس
حصار تلمسان في عهد أبي يعقوب بن أبي يوسف

## البُنيان والمعالم العمرانية
يتناول كتاب روض القرطاس عددًا من البُنيان والمعالم العمرانية التي ارتبطت بتاريخ المغرب، خاصة في مدينة فاس.

### المعالم الدينية والعمرانية
- بناء مدينة فاس: يُنسب تأسيسها إلى الإمام إدريس الثاني، وقد ورد في الكتاب وصف لمراحل بنائها وتوسعها.
- جامع القرويين: من أبرز المعالم المذكورة، ويُعد من أقدم الجامعات في العالم الإسلامي. يشير الكتاب إلى تأسيسه وتطوره عبر العصور.
- صومعة القرويين: ورد ذكرها ضمن وصف البنية المعمارية للمسجد، وتُعد من المعالم البارزة في المدينة.

- قصور السلاطين: يُشير الكتاب إلى بعض القصور التي شُيدت في فاس ومراكش خلال حكم المرابطين والموحدين والمرينيين، لكنها تُذكر دون وصف معماري مفصل.
- التحصينات والأسوار: وردت إشارات إلى تحصين المدن.[4][5][6][7]

## فهرس الكتاب[8]
| ملوك المغرب من الادارسة الحسنيين | ٤ | بيعة الامام ادريس الحسنى | ٧ | ادريس بن ادريس الحسنى | ١٠ | بناء الامام ادريس مدينة فاس | ١٥ | محمد بن ادريس بن ادريس الحسنى | ٢٧ | علي بن محمد بن ادريس بن ادريس الحسنى | ٢٩ | يحيى بن محمد بن ادريس بن ادريس الحسنى | ٢٩ | جامع القرويين | ٢٩ | صومعة القرويين | ٣١ | خطباء القرويين في الدولة الموحدية والدولة المرينية | ٤٣ |

| على بن عمر بن ادريس الحسني | ٤٧ | يحيى بن القاسم بن ادريس الحسنى | ٤٨ | يحيى بن ادريس بن عمر بن ادريس الحسني | ٤٨ | الامير الحسن بن حمد بن القاسم | ٤٩ | موسى بن أبى العافية | ٥٠ | القاسم بن محمد بن القاسم | ٥٣ | ابى العيش احمد بن القاسم | ٥٣ | الامير الحسن بن كنون | ٥٥ | الاحداث التي كانت في أيامهم بالمغرب الى انقضائها | ٥٩ | دولة زناتة المغراويين واليفرنيين بالمغرب | ٦٣ |

| الامير المعز بن زيرى بن عطية المغراوي | ٦٨ | حمامة بن المعز بن عطية الزناتي المغراوي | ٦٨ | تميم اليفرني بمدينة فاس | ٦٩ | الأخوين الفتوموح بن حمامة بن المعز | ٧٠ | الاخوين الفتوح وعجيسة | ٧٠ | معنصر بن المعز | ٧١ | ايام زناتة من مغراوة وبني يفرن | ٧٢ | الدولة المرابطة اللمتونية | ٧٥ | يحيى بن ابراهيم الجدالي | ٧٦ | دخول عبد الله بن ياسين صنهاية | ٧٨ |

| يحيى بن تلاكاكين الصنهاجي | ٨٠ | ابي بكر بن عمر اللمتوني | ٨١ | غزو عبد الله بن ياسين مجوس برغواطة | ٨٢ | ابي بكر بن عمر الصنهاجي | ٨٥ | يوسف بن تاشفين اللمتوني | ٨٧ | جواز يوسف بن تاشفين الاندلس | ٩٣ | علي بن يوسف بن تاشفين | ١٠٢ | تاشفين بن يوسف بن تاشفين اللمتونى | ١٠٧ | سيرهم والاحداث في ايامهم | ١٠٨ | الدولة الموحدة المومنية | ١١٠ |

| غزواته وحروبه مع لمتونة | ١١٥ | وفاته | ١١٦ | صفته وسيرته ونبذ من أحواله | ١١٧ | عبد المومن بن على الكومى الزناتي | ١١٩ | صفة عبد المومن بن على وسيرة وفضله | ١٣٣ | يوسف بن عبد المومن بن علي | ١٣٤ | بيعته وايامه | ١٣٦ | يعقوب بن يوسف بن عبد المومن | ١٤٢ | غزوة الارك وغزوة المنصور الثانية للاندلس | ١٤٥ | الناصر بن المنصور | ١٥٢ |

| يوسف المنتصر بالله | ١٦٠ | عبد الواحد المخلوع | ١٦٢ | عبد الله العادل | ١٦٣ | يحيى بن ناصر | ١٦٥ | ابو العلا بن المنصور الموحد | ١٦٦ | عبد الواحد الرشيد | ١٧٠ | علي السعيد | ١٧١ | عمر المرتضى | ١٧٢ | ادريس ابي دبوس | ١٧٤ | الاحداث في ايامهم | ١٧٦ |

| الدولة السعيدة العبد الحقية المرينية | ١٨٤ | نسبهم الصريح | ١٨٤ | دخول المغرب وظهور ملكهم السنى المعجب | ١٨٦ | ابو محمد عبد الحق | ١٨٩ | ابو سعيد عثمان بن عبد الحق | ١٩١ | ابو معرف محمد بن عبد الحق | ١٩٣ | ابو يحيى بن عبد الحق | ١٩٤ | ابو يوسف يعقوب بن عبد الحق | ١٩٨ | سيرة ابو يوسف يعقوب بن عبد الحق | ٢٠٠ | غزوة ابي يوسف الاولى في جوازه للاندلس | ٢١٠ |

| غزوة دون نونة | ٢١٢ | غزوة ابي يوسف في جوازه للاندلس | ٢١٥ | جواز ابو يوسف الثاني للاندلس | ٢١٧ | الغزوة الرابعة | ٢١٩ | عزوة قرطبة | ٢٢٠ | غزوة السبرة | ٢٢٩ | جواز ابو يوسف الرابع الى الاندلس | ٢٣١ | قدوم ابو يعقوب برسم الجهاد | ٢٣٧ | وصول الرهبان والاقسة من الروم الى أمير المسلمين | ٢٤٤ |

| ابو يعقوب بن ابو يوسف | ٢٥٨ | حصار تلمسان | ٢٦٧ | ابو ثابت عامر بن عبد الله | ٢٦٩ | سليمان بن عبد الله | ٢٧١ | الخليفة ابو سعيد | ٢٧٣ | احداث المغرب من سنة 656 ه | ٢٧٧ |